# Jasieniec (przystanek kolejowy)
Jasieniec – zamknięty w 1941 roku i zlikwidowany w 1944 roku przystanek osobowy w Jasieńcu, w gminie Trzciel, w powiecie międzyrzeckim, w województwie lubuskim, w Polsce. Został otwarty we wrześniu 1929 roku.